# Liste von Kriegsgräberstätten in Nordrhein-Westfalen
Die Liste von Kriegsgräberstätten in Nordrhein-Westfalen benennt Kriegsgräberstätten in Nordrhein-Westfalen, Bundesrepublik Deutschland, ohne Anspruch auf Vollständigkeit.

## Liste
| Bezeichnung                            | Ortschaft              | Beschreibung | Foto |
| -------------------------------------- | ---------------------- | --- | ---- |
| Waldfriedhof Aachen                    | Aachen                 | Auf dem Ehrenfriedhof sind 2.455 deutsche und ausländische Kriegstote infolge des Ersten Weltkrieges bestattet, die vor allem als verwundete und kranke Soldaten in den Aachener Krankenhäusern und Lazaretten verstorben waren. In den Jahren 1939 bis 1945 wurden hier weitere 2.623 registrierte Kriegstote aus dem Zweiten Weltkrieg beigesetzt. |      |
| Soldatenfriedhof Böddeken              | Büren                  | Bestattet sind hier 472 gefallene deutsche Soldaten, die im Kampf um den Ruhrkessel gefallen sind. |      |
| Gemeindefriedhof Engelskirchen         | Engelskirchen          | Bestattet sind 371 Tote aus dem Ersten und Zweiten Weltkrieg, darunter über 300 Opfer der Luftangriffe auf Engelskirchen. |      |
| Soldatenfriedhof Lövenich              | Erkelenz               | Zweiter Weltkrieg. |      |
| Ehrenfriedhof Eversberg                | Eversberg bei Meschede | Hier sind 928 Gefallene aus dem Zweiten Weltkrieg begraben. |      |
| Friedhof Ewiger Frieden                | Herford                | Auf dem sehr großen Gelände des Friedhofes befinden sich insgesamt vier kommunale Kriegsgräberstätten. Darunter eine Gräberanlage für deutsche Kriegsopfer mit Einzelgräbern, ein Gemeinschaftsgrab für polnische Zwangsarbeiter mit 35 beigesetzten Opfern, die bei einem alliierten Luftangriff am 27. Januar 1945 ums Leben kamen, ein Gemeinschaftsgrab für russische Kriegsgefangenen mit einer nicht genannten Zahl von beigesetzten Opfern sowie eine Gräberanlage mit Einzelgräbern für 58 Zwangsarbeiter unterschiedlicher Nationalität, die in den Jahren von 1941 bis 1945 in Herford ums Leben kamen. |      |
| Kriegsgräberstätte Hürtgen             | Hürtgen, Kreis Düren   | Auf der Kriegsgräberstätte Hürtgen sind 2.997 Tote begraben, wovon 524 nicht identifiziert werden konnten. |      |
| Soldatenfriedhof Niersenberg           | Kamp-Lintfort          | 1954 eröffnet. 1756 Tote des Zweiten Weltkrieges. |      |
| Britischer Ehrenfriedhof im Reichswald | Kleve                  | Der Britische Ehrenfriedhof im Reichswald (Reichswald Forest War Cemetery) ist der größte Kriegsgräberfriedhof des Commonwealth in Deutschland, er wurde im Klever Reichswald angelegt. Auf ihm befinden sich 7.672 Grabstätten. |      |
| Kriegsgräberstätte Donsbrüggen         | Kleve                  | Hier ruhen 2.381 Kriegstote des Zweiten Weltkrieges. Neben gefallenen oder in Lazaretten verstorbenen Soldaten sind auch des Bombenangriffs auf Kleve vom 7. Oktober 1944 (circa 400 Tote) sowie Zwangsarbeiter verschiedener Nationen (circa 200 Tote) beigesetzt. |      |
| Südfriedhof Köln                       | Köln                   | Commonwealth- und Italienischer Ehrenfriedhof. |      |
| Ehrenfriedhof Am Großen Berg           | Mülheim an der Ruhr    | Opfer des Ersten und des Zweiten Weltkriegs |      |
| Kriegsgräberstätte Haus Spital         | Münster                | |      |
| Rheinberg War Cemetery                 | Rheinberg              | |      |
| Kriegsgräberstätte Vossenack           | Vossenack, Kreis Düren | Auf dem Dorffriedhof Vossenack wurden insgesamt 2.221 gefallene Soldaten, darunter 930 unbekannte Tote, beerdigt. |      |
| Abtei Mariawald                        | Heimbach, Kreis Düren  | 414 Tote des Zweiten Weltkriegs, im Lazarett verstorben |      |
| Ehrenfriedhof Barmen                   | Wuppertal              | Hier ruhen 1225 Gefallene beider Weltkriege. |      |
| Ehrenfriedhof Elberfeld                | Wuppertal              | Bestattet sind 567 Gefallene des Ersten Weltkriegs und 20 Opfer des Kapp-Putsches von 1920. |      |